# 小切手法
小切手法（こぎってほう、昭和8年7月29日法律第57号）は、小切手に関する日本の法律である。

## 概要
小切手法の中には、小切手が為替手形と同様に「支払委託証券」である、という性質を有するものであるということから、手形法の「為替手形」に関する規定と共通するような文言の規定が多数見られるが、逆に、為替手形と異なり、支払人が銀行またはそれと同視すべき金融機関（下記参照）に限られること、また、小切手が現金に代替しうべき支払手段であるという性格を有することなどから、線引小切手に関する規定など、小切手法独自の規定もまた多く見られる。
2019年現在でも条文は文語体（カタカナと漢字の交ぜ書き）のままで現代においては読みづらく、かつ時代錯誤ともとれる部分も改訂されないまま残されている（後述）。2019年4月の商法（運送・海商関係）改正施行により、六法のうち最後まで残った商法の文語体が無くなったものの、手形法、小切手法については法務省の法制審議会の検討もまだ行われておらず、改正の目処はたっていない。

## 法体系上の位置づけ
日本法における有価証券については民法と商法にそれぞれ規定があったが、2017年に成立した改正民法により民法第3編第7節の「有価証券」にまとめられ有価証券の一般的な規律として整備された。
手形法や小切手法は民法の特別法となるため、手形や小切手にはこれらの特別法が優先して適用される。

## 小切手法が適用される金融機関
以下に掲げる金融機関は、小切手金の支払人たる資格を有することとなる（小切手法3条）。
- 銀行
  - 普通銀行
  - 長期信用銀行（該当なし）
- 小切手法ノ適用ニ付銀行ト同視スベキ人又ハ施設ヲ定ムルノ件（昭和8年12月28日勅令第329号）により指定された金融機関
  - 無尽会社（日本住宅無尽株式会社のみ該当）
  - 株式会社商工組合中央金庫
  - 信用金庫
  - 信用金庫連合会（信金中央金庫のみ該当）
  - 信用協同組合(いわゆる信用組合)
  - 信用事業を行う協同組合連合会
  - 信用事業を行う農業協同組合
  - 信用事業を行う農業協同組合連合会
  - 信用事業を行う漁業協同組合
  - 信用事業を行う漁業協同組合連合会
  - 信用事業を行う水産加工業協同組合（該当なし）
  - 信用事業を行う水産加工業協同組合連合会（該当なし）
  - 農林中央金庫
  - 労働金庫
  - 労働金庫連合会

## 時代錯誤な条文
同法68条では、戦前の外地に関する規定がそのまま残っている時代錯誤な文になっている。
また、この規定に基づいて制定された小切手ノ呈示期間ノ特例ニ関スル件（昭和8年勅令第317号）においては、「朝鮮、台湾、樺太又ハ関東州ニ於テ振出シ日本内地ニ於テ支払フベキ小切手ノ呈示期間ハ之ヲ二十日トス」（1条1項）、「南洋群島ニ於テ振出シ日本内地ニ於テ支払フベキ小切手ノ呈示期間ハ之ヲ六十日トス」（1条2項）、「日本及満洲国以外ノ亜細亜洲ノ地域ニ於テ振出シ日本内地ニ於テ支払フベキ小切手ノ呈示期間ハ之ヲ六十日トス」（2条）と定められている。

## 構成
- 第1章 小切手ノ振出及方式（第一条―第十三条）
- 第2章　譲渡（第十四条―第二十四条）
- 第3章　保証（第二十五条―第二十七条）
- 第4章　呈示及支払（第二十八条―第三十六条）
- 第5章　線引小切手（第三十七条―第三十八条）
- 第6章　支払拒絶ニ因ル遡求（第三十九条―第四十七条）
- 第7章　複本（第四十八条―第四十九条）
- 第8章　変造（第五十条）
- 第9章　時効（第五十一条―第五十二条）
- 第10章 支払保証（第五十三条―第五十八条）
- 第11章 通則（第五十九条―第六十二条）
- 附則